# Зманово (Вологодская область)
Зманово — деревня в Сокольском районе Вологодской области.
Входит в состав Чучковского сельского поселения, с точки зрения административно-территориального деления — в Чучковский сельсовет. Расположена к югу от автодороги А123.
Расстояние по автодороге до районного центра Сокола — 79 км, до центра муниципального образования Чучкова — 7 км. Ближайшие населённые пункты — Третьяково, Овсянниково, Ершово, Закурское, Поповское, Старово, Варушино.
По данным переписи в 2002 году постоянного населения не было.